# Andrena acutilabris
Andrena acutilabris är en biart som beskrevs av Morawitz 1876. Andrena acutilabris ingår i släktet sandbin, och familjen grävbin. Inga underarter finns listade i Catalogue of Life.